# 枕頭戰

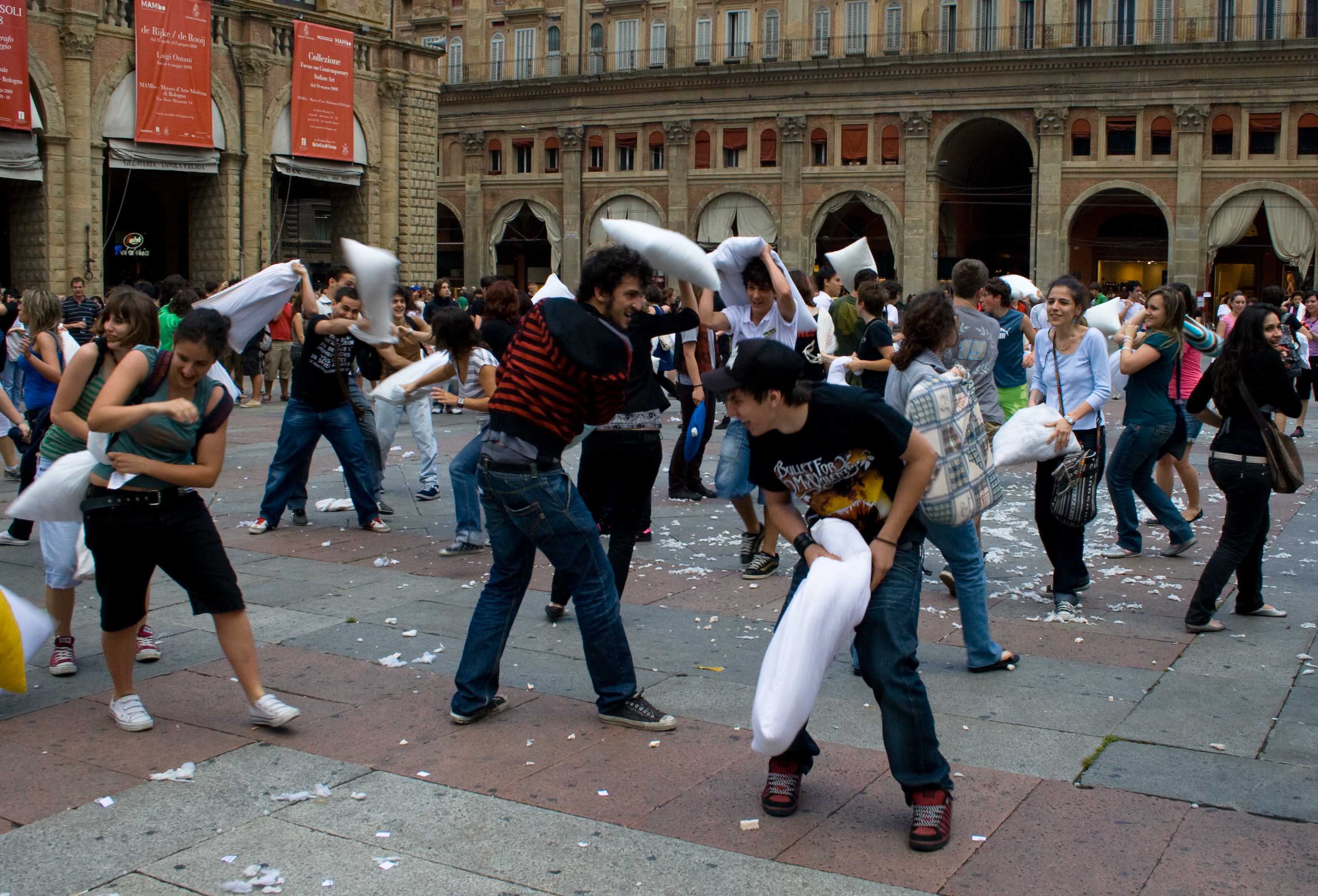
枕頭戰

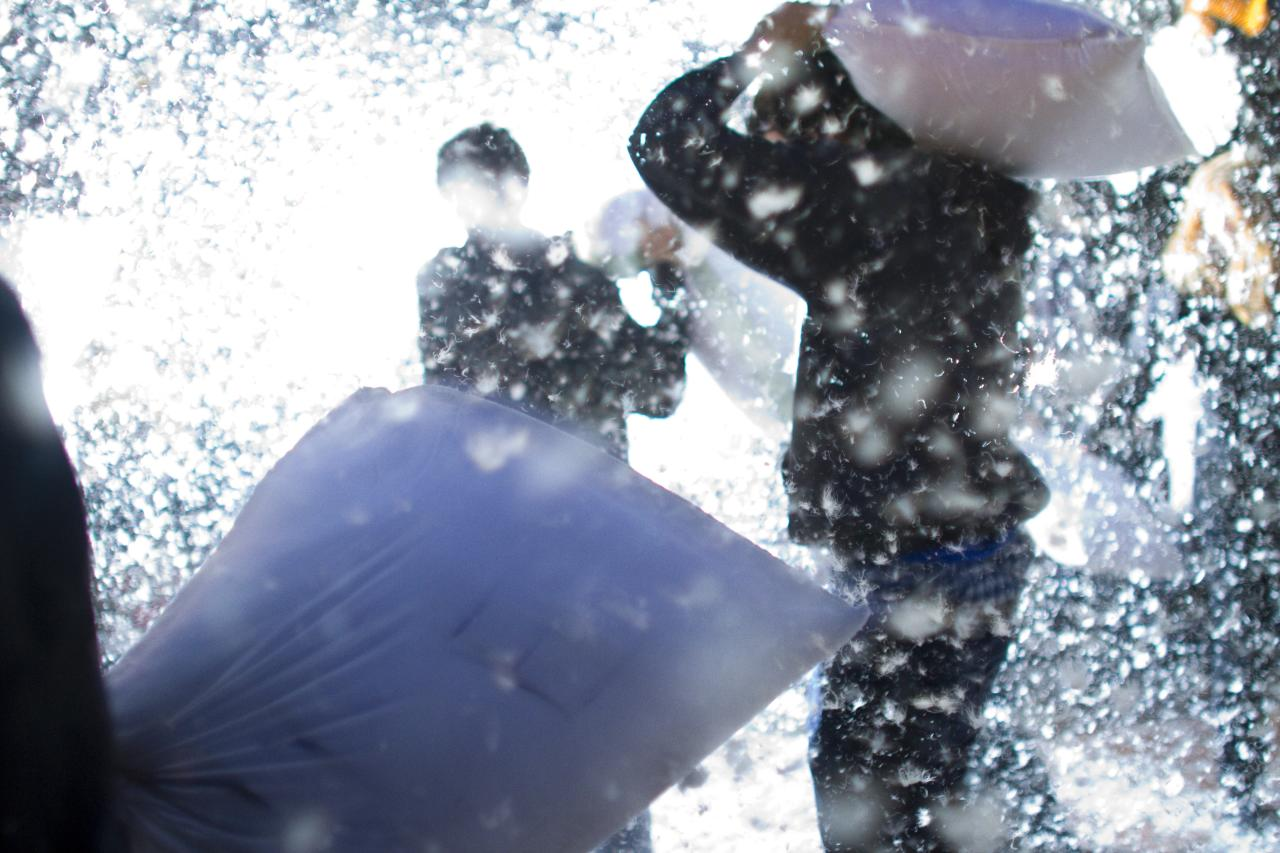
枕头内的填充物四处飘扬

枕頭戰是一種利用枕頭來進行打鬧的遊戲，較常見於幼小的孩童。因為枕頭是軟的緣故，所以極少發生受傷的情形，但枕頭重擊仍能將年輕人打到失去平衡，尤其是當站在不穩的表面，例如柔軟的床上。
在早期枕頭戰常常把枕頭扯壞，造成內填的羽毛等填充物四散飄蕩，現代枕頭造得比較強韌，因此這情形較少發生。
為了避免在枕頭戰中，身上的銳利物品傷害到其他人，打枕頭戰時必須先取下身上的戒指、耳環、手錶、項鍊等，並且不能攻擊正在攝影的人。
2015年7月加拿大多倫多聖保羅聖人隊的棒球賽期間，在金氏世界紀錄的官方見證下創造6,261人參與的枕頭戰世界紀錄。 
枕頭戰已成為快閃族次文化的一部分，枕頭戰社團在世界各地城市快速地出現。